# Philips van Lenneppark
Het Philips van Lenneppark is een groot park in het westen van Eindhoven.
Het park ligt in het stadsdeel Strijp, in de wijk Lievendaal. Het park is genoemd naar de vrouw van Frits Philips, Sylvia Philips van Lennep en was oorspronkelijk bedoeld als industriegebied, maar in 1966 is het park tot stand gekomen en ter ere van het 75-jarige jubileum van Philips aan de inwoners van Eindhoven geschonken. Het park is aangelegd door de Nederlandse Heidemaatschappij, naar een ontwerp van Frans Fontaine, directeur van de Plantsoenendienst van de gemeente Eindhoven. In dit park is o.a. een kinderboerderij, speeltuin, tennisbaan, rozentuin en skatepark.